# أبوبكر ليو كامارا
أبوبكر ليو كامارا (1 يناير 1993 - ) هو لاعب كرة قدم غيني في مركز الدفاع يلعب في نادي الفهد ولعب سابقاً في نادي كربلاء ونادي الطلبة ونادي الكهرباء ونادي أهلي حلب ونادي الذهب السعودي ونادي الفهد العراقي.

## وصلات خارجية
- أبوبكر ليو كامارا على موقع قاعدة بيانات كرة القدم.إي يو (الإنجليزية)
- أبوبكر ليو كامارا على موقع Soccerway.com (الإنجليزية)